# Nephodia illota
Nephodia illota là một loài bướm đêm trong họ Geometridae.